# توسکولانو-مادرنو
توسکولانو-مادرنو (به ایتالیایی: Toscolano Maderno) یک کومونه در ایتالیا است که در استان برشا واقع شده‌است. توسکولانو-مادرنو ۵۶ کیلومتر مربع مساحت و ۸٬۱۹۵ نفر جمعیت دارد و ۸۶ متر بالاتر از سطح دریا واقع شده‌است.